# Jocurile Olimpice de vară din 1944
A XIII-a ediție a Jocurilor Olimpice, care ar fi trebuit să aibă loc în Londra, Anglia, Marea Britanie, în anul 1944, a fost anulată din cauza celui de-al doilea Război Mondial.
Londra a câștigat concursul de selectare a gazdei din primul tur, devansând orașele Roma, Detroit, Lausanne, Atena, Budapesta, Helsinki și Montreal. Alegerile au avut loc în iunie 1939 la cea de-a 38-a Sesiune a Comitetului Olimpic Internațional, care s-a desfășurat în Londra.
Din cauza anulării, Londra urma să găzduiască Jocurile Olimpice de vară din 1948, fără a se mai organiza alte alegeri.
În plin război, COI a organizat o serie de evenimente între 17–19 iunie 1944 pentru sărbătorirea celei de-a 50-a aniversări de la fondarea sa, la sediul său din Lausanne, Elveția.

## Rezultatele alegerilor
| Oraș      | Țara           | Runda 1 |
| --------- | -------------- | ------- |
| Londra    | Marea Britanie | 20      |
| Roma      | Italia         | 11      |
| Detroit   | Statele Unite  | 2       |
| Lausanne  | Elveția        | 1       |
| Atena     | Grecia         | 0       |
| Budapesta | Ungaria        | 0       |
| Helsinki  | Finlanda       | 0       |
| Montreal  | Canada         | 0       |